# Ziherl
Ziherl je priimek več znanih Slovencev:
- Ana Kobal Ziherl (1887—1958), socialna delavka
- Boris Ziherl (1910—1976), publicist, politik, sociolog, profesor, akademik
- Branko Ziherl (1916—1942), športnik, plavalec
- Branko Ziherl, UDV-jevec (sodeloval pri raziskavi Dachavskih procesov)
- Franc Ziherl, direktor podjetja Metalka Commerce
- Frank A. Ziherl (1912—2002), podjetnik in izumitelj (ZDA)
- Gregor Ziherl, glavni zdravstvenik na Golniku
- Janez Ziherl (1933—1994), gospodarstvenik, kulturni organizator
- Jerica Ziherl (*1959, Lj), hrvaška (istrska) umetnostna zgodovinarka, kustosinja, galeristka delno slov. rodu
- Kristina Ziherl, zdravnica nevrologinja - somnologinja (strok. za motnje spanja)
- Milenko Ziherl (*1955), inženir in politik
- Miloš Ziherl (1914—1945), glasbenik, saksofonist
- Primož Ziherl (*1968), biofizik, univ. prof.
- Slavko Ziherl (1945—2012), psihiater, prof. MF in politik
- Toni Ziherl, filmski montažer in animator
- Vanda Ziherl (1915—1992), operna pevka, mezzosopranistka